# Rajd Cypru 2018
Rajd Cypru 2018 (47. Cyprus Rally 2018) – 47 edycja Rajdu Cypru rozgrywanego na Cyprze od 15 do 17 czerwca 2018 roku. Była to czwarta runda Rajdowych Mistrzostw Europy w roku 2018.  Rajd został rozegrany na nawierzchni szutrowej i asfaltowej.

## Lista startowa[3]
Poniższa lista startowa obejmuje tylko zawodników startujących i zgłoszonych do rywalizacji w kategorii ERC w najwyższej klasie RC2, samochodami najwyższej klasy mogącymi startować w rajdach ERC - R5.   
| Nr. | Zespół                                | Kierowca                   | Pilot                     | Samochód       |
| --- | ------------------------------------- | -------------------------- | ------------------------- | -------------- |
| 1   | Russian Performance Motorsport        | Aleksiej Łukjaniuk         | Aleksiej Arnautow         | Ford Fiesta R5 |
| 2   | Bruno Magalhães                       | Bruno Magalhães            | Hugo Magalhães            | Škoda Fabia R5 |
| 3   | Nasir al-Atijja                       | Nasir al-Atijja            | Mathieu Baumel            | Ford Fiesta R5 |
| 4   | Mol Racing Team                       | Norbert Herczig            | Ramón Ferencz             | Škoda Fabia R5 |
| 5   | TRT Krezus Rally Team                 | Hubert Ptaszek             | Maciej Szczepaniak        | Škoda Fabia R5 |
| 6   | Simos Galatariotis                    | Simos Galatariotis         | Antonis Ioannou           | Škoda Fabia R5 |
| 7   | Alexandros Tsouloftas                 | Alexandros Tsouloftas      | Antonis Chrysostomou      | Citroën DS3 R5 |
| 8   | Juuso Nordgren                        | Juuso Nordgren             | Tapio Suominen            | Škoda Fabia R5 |
| 9   | BRR Baumschlager Rallye & Racing Team | Albert von Thurn und Taxis | Bjorn Degandt             | Škoda Fabia R5 |
| 10  | Toksport WRT                          | Orhan Avcioglu             | Burcin Korkmaz            | Škoda Fabia R5 |
| 12  | Sysinfo Rallye Team                   | Dávid Botka                | Márk Mesterházi           | Škoda Fabia R5 |
| 14  | Palmeirinha Rally                     | Paulo Nobre                | Gabriel Morales           | Škoda Fabia R5 |
| 15  | ACCR Czech Team                       | Vojtěch Štajf              | Marcela Ehlová            | Škoda Fabia R5 |
| 16  | Yiangou Motor Sport                   | Panayiotis Yiangou         | Constantinos Constantinou | Hyundai i20 R5 |
| 17  | Psaltis Auto Parts                    | Antonis Chilimindris       | Stelios Elia              | Citroën DS3 R5 |

## Zwycięzcy odcinków specjalnych
| Dzień | Numer odcinka | Nazwa odcinka                    | Długość  | Zwycięzca odcinka     | Samochód         | Czas             | Lider rajdu        |
| ----- | ------------- | -------------------------------- | -------- | --------------------- | ---------------- | ---------------- | ------------------ |
| 15 VI | -             | Qualification-Kalo Chorio        | 6,33 km  | Nasir al-Atijja       | Ford Fiesta R5   | 3:23.334         |                    |
| 16 VI | OS1           | Kellia 1                         | 19,87 km | Aleksiej Łukjaniuk    | Ford Fiesta R5   | 10:37.1          | Aleksiej Łukjaniuk |
| 16 VI | OS2           | Analiontas 1                     | 14,41 km | Nasir al-Atijja       | Ford Fiesta R5   | 9:04.2           | Aleksiej Łukjaniuk |
| 16 VI | OS3           | Cyta Stavrovouni 1               | 11,28 km | Nasir al-Atijja       | Ford Fiesta R5   | 6:15.6           | Aleksiej Łukjaniuk |
| 16 VI | OS4           | Kellia 2                         | 19,87 km | Nasir al-Atijja       | Ford Fiesta R5   | 10:48.5          | Nasir al-Atijja    |
| 16 VI | OS5           | George Kyprianou Analiontas 2    | 14,41 km | Juuso Nordgren        | Škoda Fabia R5   | 9:07.0           | Nasir al-Atijja    |
| 16 VI | OS6           | Cyta Stavrovouni 2               | 11,28 km | Juuso Nordgren        | Škoda Fabia R5   | 6:16.1           | Juuso Nordgren     |
| 17 VI | OS7           | Cyta Yeri 1                      | 24,50 km | Nasir al-Atijja       | Škoda Fabia R5   | 13:13.9          | Juuso Nordgren     |
| 17 VI | OS8           | Nicosia SSS                      | 2,67 km  | Dávid Botka           | Ford Fiesta R5   | 2:17.0           | Juuso Nordgren     |
| 17 VI | OS9           | Lageia 1                         | 11,49 km | Nasir al-Atijja       | Škoda Fabia R5   | 9:22.1           | Simos Galatariotis |
| 17 VI | OS10          | Lefkara 1                        | 19,82 km | Nasir al-Atijja       | Škoda Fabia R5   | 13:39.5          | Simos Galatariotis |
| 17 VI | OS11          | Cyta Yeri 2                      | 24,50 km | Odcinek odwołany      | Odcinek odwołany | Odcinek odwołany | Simos Galatariotis |
| 17 VI | OS12          | PSALTIS AUTOPARTS Golden Stage 1 | 11,49 km | Nasir al-Atijja       | Škoda Fabia R5   | 8:59.2           | Nasir al-Atijja    |
| 17 VI | OS13          | ENEOS Golden Stage 2             | 19,82 km | Alexandros Tsouloftas | Citroën DS3 R5   | 13:38.0          | Simos Galatariotis |

## Wyniki rajdu[4]
| Miejsce | Kierowca                   | Pilot                | Samochód                | Czas      | Strata  | Pkt ERC |
| ------- | -------------------------- | -------------------- | ----------------------- | --------- | ------- | ------- |
| 1       | Simos Galatariotis         | Antonis Ioannou      | Škoda Fabia R5          | 1:55:40.2 | –       | 25+11   |
| 2       | Bruno Magalhães            | Hugo Magalhães       | Škoda Fabia R5          | 1:55:40.8 | +0.6    | 18+11   |
| 3       | Norbert Herczig            | Ramón Ferencz        | Škoda Fabia R5          | 1:57:01.6 | +1:21.4 | 15+7    |
| 4       | Nasir al-Atijja            | Mathieu Baumel       | Ford Fiesta R5          | 1:58:07.2 | +2:27.0 | 12+4    |
| 5       | Orhan Avcioglu             | Burcin Korkmaz       | Škoda Fabia R5          | 1:58:45.9 | +3:05.7 | 10+4    |
| 6       | Vojtěch Štajf              | Marcela Ehlová       | Škoda Fabia R5          | 1:59:05.3 | +3:25.1 | 8+2     |
| 7       | Dávid Botka                | Márk Mesterházi      | Škoda Fabia R5          | 1:59:18.7 | +3:38.5 | 6+2     |
| 8       | Albert von Thurn und Taxis | Bjorn Degandt        | Škoda Fabia R5          | 1:59:23.4 | +3:43.2 | 4+1     |
| 9       | Christos Demosthenous      | Pambos Laos          | Mitsubishi Lancer Evo X | 1:59:41.4 | +4:01.2 | *       |
| 10      | Petros Panteli             | Kypros Christodoulou | Mitsubishi Lancer Evo X | 2:02:24.8 | +6:44.6 | 2       |
| 11      | Alexandros Tsouloftas      | Antonis Chrysostomou | Citroën DS3 R5          | 2:02:30.4 | +6:50.2 | 1+7     |

1. ↑  Nieliczony w klasyfikacji ERC

## Wyniki po 4 rundach
Kierowcy
| Msc. | Kierowca           | Punkty |
| ---- | ------------------ | ------ |
| 1    | Bruno Magalhães    | 98     |
| 2    | Aleksiej Łukjaniuk | 83     |
| 3    | Norbert Herczig    | 62     |
| 4    | Simos Galatariotis | 50     |
| 5    | Nikołaj Griazin    | 30     |